# 398 км (платформа)
Туричино — остановочный пункт на 398 километре Бологое-Полоцкой линии Октябрьской железной дороги в деревне Туричино Невельского района Псковской области
- Платформа представляет собой остановочный пункт с низкой платформой, расположенный на железнодорожном переезде.
- Останавливаются пригородные поезда Новосокольники — Алёща и Великие Луки — Алёща.
- Грузовое движение по линии через платформу практически отсутствует.